# (I Just) Died in Your Arms
(I Just) Died in Your Arms – ballada rockowa zespołu Cutting Crew, której autorem jest Nick Van Eede. Nagrany w 1986 roku utwór został wydany na singlu w lipcu 1986 roku. Piosenka dotarła do pierwszego miejsca na listach przebojów w Stanach Zjednoczonych, Kanadzie oraz Finlandii, a także znalazła się w pierwszej piątce w Wielkiej Brytanii, RPA, Szwecji i Szwajcarii.

## Pozycje na listach
| Lista (1986/1987)          | Najwyższa pozycja |
| -------------------------- | ----------------- |
| Billboard Hot 100          | 1                 |
| Hot Mainstream Rock Tracks | 4                 |
| Kanada                     | 1                 |
| Norwegia                   | 1                 |
| Finlandia                  | 1                 |
| Szwecja                    | 2                 |
| Irlandia                   | 2                 |
| UK Singles Chart           | 4                 |
| Niemcy                     | 4                 |
| Szwajcaria                 | 4                 |
| RPA                        | 4                 |
| Austria                    | 9                 |
| Holandia                   | 16                |

## Wykorzystanie w kulturze popularnej
- 1999: film Ten pierwszy raz
- 2002: gra wideo Grand Theft Auto: Vice City
- 2003: film Haggard: The Movie.
- 2007: film Hot Rod
- 2010: film Jutro będzie futro
- 2017: film Lego Batman: Film
- 2019: serial Stranger Things (sezon 3, odcinek 1)

## Wersja Komodo
W 2018 r. zespół Komodo nagrał nową wersję tej piosenki „(I Just) Died In Your Arms”. Udało się im przekroczyć barierę 100 mln odsłon.

### Remiksy
- Schott Rill – „(I Just) Died In Your Arms” (Schott Rill Remix),
- Alex Shik – „(I Just) Died In Your Arms” (Alex Shik Remix),
- Jonas K – „(I Just) Died In Your Arms” (Jonas K Remix).